# Finer Moments
Finer Moments je kompilační album amerického hudebníka Franka Zappy, vydané 18. prosince 2012 u vydavatelství Zappa Records. Skladby byly nahrány na různých místech (vedle jiných londýnská Royal Albert Hall a newyorská Carnegie Hall) v rozmezí let 1968–1971 a výsledné album sestavil sám Zappa v roce 1972. V roce 2012 vyšlo album pouze jako dvojCD, počátkem roku 2013 vyšlo i na LP.

## Seznam skladeb
Všechny skladby napsal Frank Zappa.
| Disk 1 | Disk 1                              | Disk 1                                        | Disk 1 |
| Pořadí | Název                               | Nahráno                                       | Délka  |
| ------ | ----------------------------------- | --------------------------------------------- | ------ |
| 1.     | Intro                               | Royal Albert Hall, Londýn (6. červen 1969)    | 1:19   |
| 2.     | Sleazette                           | Royal Albert Hall, Londýn (6. červen 1969)    | 3:32   |
| 3.     | Mozart Piano Sonata in Bb           | Royal Albert Hall, Londýn (6. červen 1969)    | 6:20   |
| 4.     | The Walking Zombie Music            | Royal Albert Hall, Londýn (6. červen 1969)    | 3:22   |
| 5.     | The Old Curiosity Shoppe            | Auditorium Theatre, Chicago (21. květen 1971) | 7:08   |
| 6.     | You Never Know Who Your Friends Are | Criteria Studios, Miami (únor 1969)           | 2:19   |
| 7.     | Uncle Rhebus                        | The Ark, Boston (8. červenec 1969)            | 17:43  |

| Disk 2 | Disk 2                                          | Disk 2                                                          | Disk 2 |
| Pořadí | Název                                           | Nahráno                                                         | Délka  |
| ------ | ----------------------------------------------- | --------------------------------------------------------------- | ------ |
| 1.     | Music from The Big Squeeze                      | Mayfair Studios, New York (srpen-září 1967)                     | 0:41   |
| 2.     | Enigmas 1 Thru 5                                | Sunset Sound, Los Angeles (1968)                                | 8:14   |
| 3.     | Pumped and Waxed                                | 1972                                                            | 4:18   |
| 4.     | There Is No Heaven from Where Slogans Go to Die | McMillin Theater, Columbia University, New York (14. únor 1969) | 4:36   |
| 5.     | Squeeze It, Squeeze It, Squeeze It              | The Ballroom, Stratford, Connecticut (16. únor 1969)            | 3:20   |
| 6.     | The Subcutaneous Peril                          | Carnegie Hall, New York (11. říjen 1971)                        | 19:38  |

## Obsazení
- Frank Zappa – kytara, zpěv
- Jimmy Carl Black – bicí
- Aynsley Dunbar – bicí
- Roy Estrada – baskytara, zpěv
- Bunk Gardner – tenorsaxofon, dřevěné nástroje
- Buzz Gardner – trubka
- Lowell George – kytara
- Bob Harris – klávesy
- Howard Kaylan – cowbell, tamburína
- Jim Pons – baskytara
- Don Preston – klávesy, Minimoog
- Dave Samuels – vibrafon
- Motorhead Sherwood – barytonsaxofon
- Art Tripp – bicí, perkuse
- Ian Underwood – klarinet, klávesy, klavír, altsaxofon, dřevěné nástroje
- Mark Volman – cowbell, tamburína
- Dick Barber – zpěv